# Kimbolton (Cambridgeshire)
Kimbolton – wieś w Anglii, w hrabstwie Cambridgeshire, w dystrykcie Huntingdonshire. Leży 36 km na zachód od miasta Cambridge i 90 km na północ od Londynu.